# 独立行政法人郵便貯金簡易生命保険管理・郵便局ネットワーク支援機構法
独立行政法人郵便貯金簡易生命保険管理・郵便局ネットワーク支援機構法（どくりつぎょうせいほうじんゆうびんちょきんかんいせいめいほけんかんりゆうびんきょくネットワークしえんきこうほう、平成17年10月21日法律第101号）は、独立行政法人郵便貯金簡易生命保険管理・郵便局ネットワーク支援機構に関する個別法である。制定時点の題名は「独立行政法人郵便貯金・簡易生命保険管理機構法」であったが、独立行政法人郵便貯金・簡易生命保険管理機構法の一部を改正する法律（平成30年法律第41号）により、法人の業務に郵便局ネットワーク支援が追加されることに伴い、2019年（平成31年）4月1日に改題された。
2005年（平成17年）10月21日に公布された。

## 目的
日本郵政公社から承継した郵便貯金および簡易生命保険を適正かつ確実に管理し、これらに係る債務を確実に履行することにより、郵政民営化に資するとともに、郵便局ネットワークの維持の支援のための交付金を交付することにより、郵政事業（法律の規定により、郵便局において行うものとされ、および郵便局を活用して行うことができるものとされる事業をいう。）に係る基本的な役務の提供の確保を図り、もって利用者の利便の確保及び国民生活の安定に寄与することを目的とする。としている。(第三条)
このうち、日本郵政公社時代に預け入れられた定額貯金・定期貯金については、2017年（平成29年）9月までにすべて満期が到来し、払い戻しのみの取扱いとなっている。2027年（令和9年）11月までにはすべての権利が消滅し、払い戻されなかった残高は国庫（一般会計）に繰り入れられる予定である。その後は、旧郵政省簡易保険局時代に契約が成立した終身保険（ながいきくん）の管理が主体となる。

## 構成
事務所を東京都に置き、役員として、その長である理事長および監事2人を置き、役員として、理事2人を置く。理事長の任期は4年とし、理事および監事の任期は2年とする。(第四条、第六条、第八条)